# Teatro degli Unanimi
Il Teatro degli Unanimi è un teatro situato ad Arcidosso, in provincia di Grosseto.
Il teatro si trova nel centro storico del paese, nella centrale piazza Cavallotti, di fronte all'imponente mole della Rocca aldobrandesca di Arcidosso.

## Storia
Il teatro degli Unanimi è il più antico teatro della provincia: venne infatti fondato nel 1741, e la sua prima esistenza fu legata indissolubilmente alle accademie amiatine degli Unanimi e dei Riuniti che avevano per loro scopo quello di ravvivare la vita culturale della zona. Nel 1821 le due accademie che utilizzavano il teatro si fusero in un'unica accademia che mantenne la denominazione di Unanimi.
Nella statistica dei teatri della Provincia di Grosseto del 1865, veniva descritto di forma rettangolare, dotato di un palchettone, di camerini, di un vestibolo e di due stanze per le adunanze. Dopo alcuni lavori fatti a seguito dell'acquisto da parte degli accademici, il teatro passò dopo l'ultimo conflitto in proprietà dell'ente morale parrocchia di San Nicola di Bari che lo adibì a cinematografo costruendo sul prospetto principale una cabina di proiezione in cotto a vista sorretta da due pilastri.
Dopo essere stato trasformato in sala da ballo, con modifiche al palcoscenico e agli arredi, ma non alla struttura, l'immobile è passato alla fine degli anni ottanta del XX secolo in proprietà al Comune che ha proceduto ad un suo restauro radicale: su progetto dell'architetto Nello Nanni, è stata demolita la cabina di proiezione esterna e si sono effettuati lavori di messa a norma.
Inaugurato nel 1991, è gestito direttamente dal Comune che vi organizza periodicamente spettacoli di prosa, concerti, conferenze, saggi scolastici e serate di teatro amatoriale, convogliando qui le realtà artistiche presenti sul territorio.
Il suo utilizzo per il festival laboratorio "Toscana delle culture" organizzato dall'Accademia Amiata lo ha imposto all'attenzione di un pubblico specializzato e lo ha inserito di diritto nel circuito della ricerca e della sperimentazione.